# Kotze-affaire

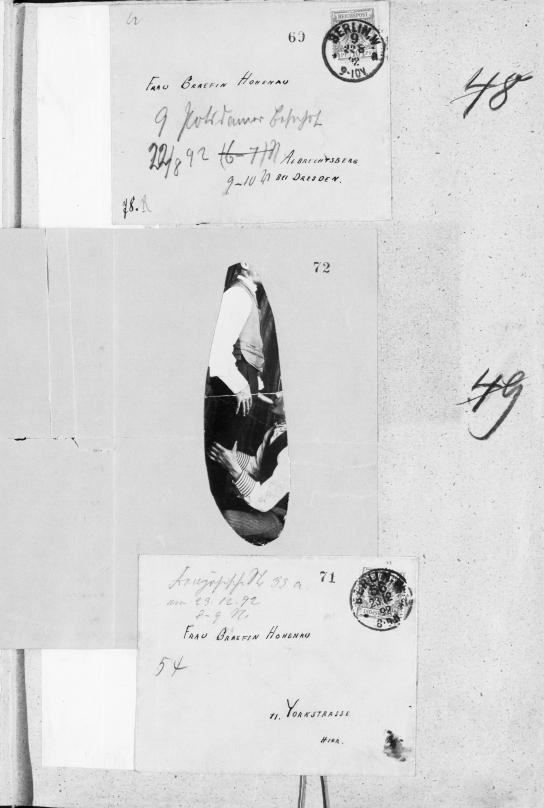
Originele brieven van de Kotze-affaire met pornografische foto’s uit het Geheimes Staatsarchiv Preußischer Kulturbesitz

De Kotze-affaire was een schandaal rond het Duitse keizerlijke hof aan het einde van de 19e eeuw. Vanaf 1891 werden verschillende leden van de adellijke hofhouding en van de familie van keizer Wilhelm II in anonieme brieven beschuldigd van seksuele uitspattingen.

## Achtergrond
Omdat de brieven niet-openbare details uit het hofleven bevatten, werd aangenomen dat de briefschrijver een hooggeplaatst lid van de keizerlijke entourage was. De verdenking viel uiteindelijk in 1894 op ceremoniemeester Leberecht von Kotze, die daarop werd aangehouden. Von Kotze kon echter niets ten laste worden gelegd. Om zijn eer te herstellen, daagde hij twee mannen die hem beschuldigden, tot een duel uit. Eenmaal raakte Von Kotze zelf gewond, maar in een ander duel verloor zijn opponent Karl von Schrader het leven.
De affaire zorgde – net als de Harden-Eulenburgaffaire enkele jaren later – voor veel beroering in de samenleving en schaadde de geloofwaardigheid en de reputatie van het keizerlijk huis.

## Verloop
Het keizerlijk hof hield naar buiten de schijn van deugdzaamheid op, maar achter de schermen was het hof vaak het toneel van braspartijen en orgies, bijvoorbeeld tijdens jachtuitjes op Slot Grunewald. Een dergelijke bijeenkomst had plaats in januari 1891, met als gastvrouw de zus van de keizer, Charlotte van Pruisen. Onder de 15 deelnemers waren verder onder anderen Frederik Karel van Hessen, Leberecht von Kotze en Charlotte von der Decken, de echtgenote van graaf Friedrich von Hohenau. De volgende dag ontving een aantal van hen anonieme brieven met een gedetailleerde beschrijving van de gebeurtenissen van de vorige avond, waaronder groepsseks en homoseksuele gemeenschap. Bij de brieven zaten ook pornografische foto’s en tekeningen van geslachtsorganen. Andere gezelschappen overkwam later hetzelfde, maar ook andere hovelingen en edelen – die nergens bij betrokken waren – ontvingen lasterlijke brieven waarin de schrijver verslag deed van seksuele uitspattingen in hofkringen. De auteur beschreef met name Charlotte von der Decken als seksverslaafd. Ook werden haar hooggeplaatste bedpartners bij naam genoemd, net als Karl von Schrader en diens echtgenote Alide. In totaal zijn meer dan 200 van dergelijke brieven verstuurd.

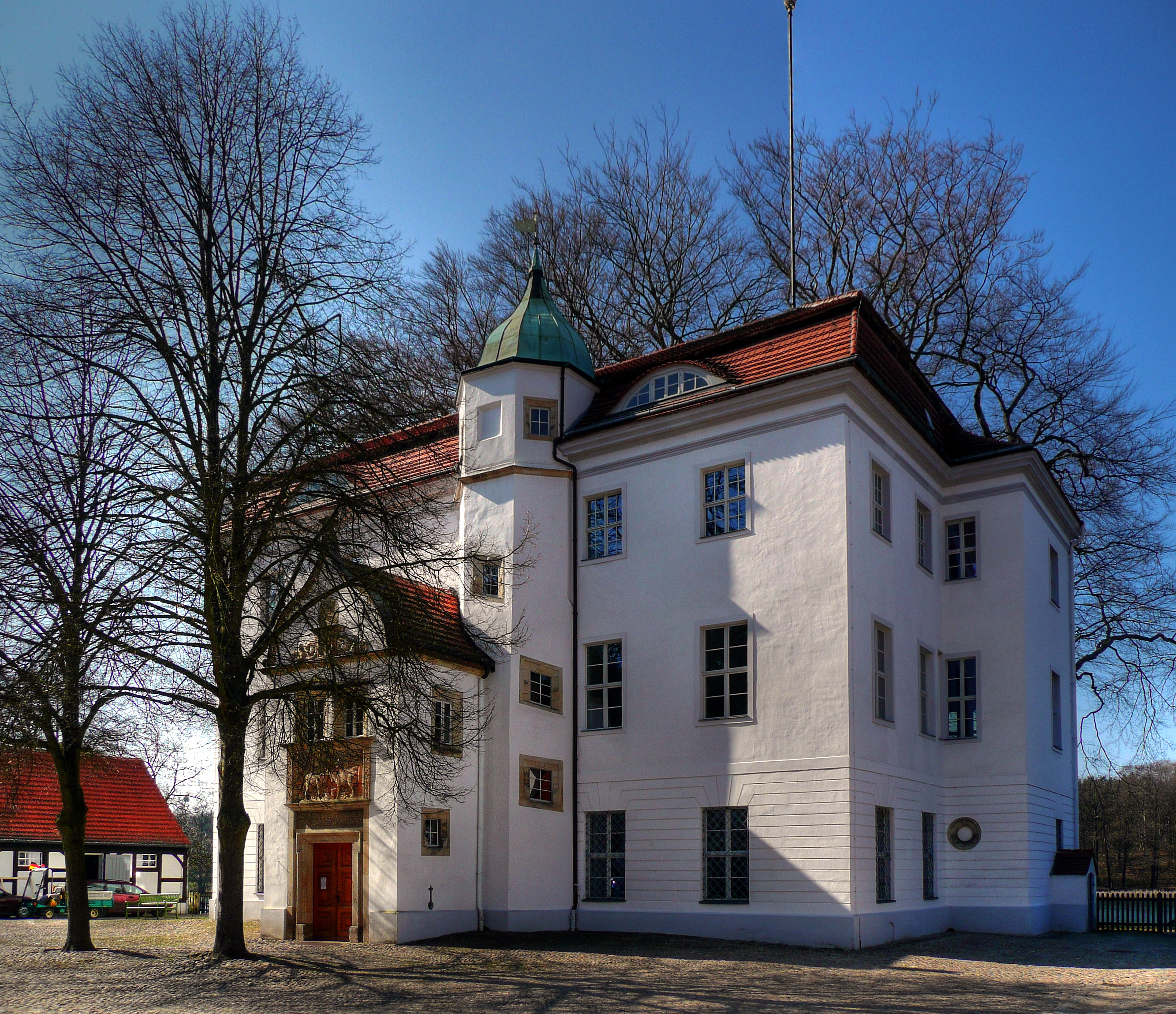
Jachtslot Grunewald

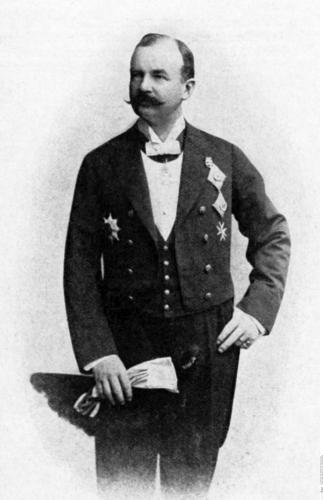
Leberecht von Kotze

Toen de geruchtenstroom bleef aanzwellen, besloten enkele betrokkenen in 1892 om de brieven in gecensureerde vorm aan de politie te geven. Uit de vele details kon worden vastgesteld, dat de briefschrijver uit de hogere kringen van de keizerlijke entourage kwam en een van de vijftien deelnemers aan de orgie in jachtslot Grunewald moest zijn geweest. Uiteindelijk werd ceremoniemeester Leberecht von Kotze ervan beschuldigd dat hij achter de brieven zat. Hij stond in kringen van het hof als praatziek bekend en hij was vanwege zijn sarcasme ongeliefd, maar hij was een protegé van Wilhelm II. In 1894 nam de geheime politie vloeipapier van Von Kotze in beslag, waaruit zijn betrokkenheid zou blijken. Wilhelm II liet hem daarop zonder aanklacht arresteren. Omdat de verdenking echter niet hard gemaakt kon worden, kwam Von Kotze na enkele dagen weer vrij. Wilhelm II hield echter voet bij stuk en gaf een militair tribunaal opdracht de zaak te onderzoeken. De rechtbank ondervroeg alle leden van de hofhouding, maar de schuld van Von Kotze kon niet worden vastgesteld.
De zogenaamde Hohenau-Schraderscher Kreis, een kring rond Friedrich von Hohenau en Karl von Schrader, zette het onderzoek vervolgens op eigen initiatief voort. Von Kotze eiste echter eerherstel. In 1895 kwam het tot een eerste duel tussen Von Schrader en Von Kotze, dat voor beiden zonder kleerscheuren verliep. In een duel met Hugo von Reischach raakte Von Kotze echter gewond aan zijn dijbeen en hij moest in het ziekenhuis worden opgenomen. Wilhelm II stuurde hem een bloemstuk in de vorm van een paasei als verzoeningsgebaar, maar desondanks kwam het in 1896 opnieuw tot een duel met Von Schrader. Die kwam daarbij om het leven.
De duels baarden ook bij het gewone volk veel opzien, wat grote mensenmassa’s op de been bracht bij de duelleerterreinen in Berlijn. De pers uitte scherpe kritiek op het gedrag van de hofhouding: dat zou het royalisme en het aanzien van het keizerlijk huis schaden. Ook de praktijk van het duelleren zelf werd bekritiseerd. Om nog meer ophef te voorkomen, verbood Wilhelm II openbare rouwplechtigheden voor Von Schrader.

## Historisch onderzoek
In 1966 kon historicus Tobias C. Bringmann voor het eerst de originele documenten in het Geheimes Staatsarchiv Preußischer Kulturbesitz inzien en analyseren, maar uit fatsoen publiceerde hij niet alle passages. Zijn vakgenoot Wolfgang Wippermann maakte de brieven in originele vorm voor het eerst voor het grote publiek toegankelijk in zijn boek Skandal im Jagdschloss Grunewald (Schandaal in het jachtslot Grunewald) uit 2010.
Wie de brieven heeft geschreven, is tot op de dag van vandaag onopgehelderd. De Britse historicus John Röhl acht het waarschijnlijk, dat Ernst Günther van Sleeswijk-Holstein-Sonderburg-Augustenburg, de zwager van de keizer, de dader geweest moet zijn, samen met handlangsters uit de demi-monde. Daarmee volgt hij de, destijds al openbaar gemaakte, eerste bevindingen van de toenmalige onderzoekers. Volgens Röhl wijzen inside-information en standsbewustzijn naar hertog Ernst Günther als de auteur. De hertog stond zelf ook bekend om een losbandig en scandaleus seksleven.
Wipperman velt geen definitief oordeel, maar volgens hem valt er wel veel voor te zeggen dat hertogin Charlotte von Meiningen de briefschrijfster was. Ook zij gold destijds al binnen de Berlijnse gemeenschap als verdachte. Een grond voor deze verdenking is dat de wijze waarop de vrouwelijke geslachtsdelen in de brieven (uitvoerig) zijn beschreven op een vrouwelijke auteur zou duiden. De hertogin zou bovendien een wrok tegen gravin Hohenau hebben gekoesterd: als een geboren Von der Decken stamde de gravin uit de lagere adel. Maar door haar huwelijk met graaf Hohenau, die als zoon uit het morganatisch huwelijk van Prins Albert van Pruisen en Rosalie von Rauch met de keizerlijke familie was verbonden, had ze toegang gekregen tot de binnenste kringen van het hof en in het bijzonder de hoge adel. Een dergelijke sociale vooruitgang wekte in hofkringen regelmatig afgunst en zelfs vijandschap op. Een andere mogelijke aanwijzing is het feit dat hertogin Charlotte uiteindelijk partij koos voor het echtpaar Von Kotze, dat door de verdenking tegen Leberecht von Kotze zeer in diskrediet was gebracht.
Ook een combinatie van beide theorieën is door onderzoekers geopperd. Volgens deze theorie zou Charlotte hebben samengespannen met haar aangetrouwde zwager.

## Verfilming
De affaire werd in 1966 door Wolfgang Luderer verfilmd onder de titel Der Skandal um Herrn Leberecht von Kotze (Het schandaal om de heer Leberecht von Kotze), in het kader van de DEFA-serie Pitaval des Kaiserreiches.

## Weblinks
- Matthias Schulz: Swingerclub im Grunewald. In: Spiegel.de, 1 september 2010
- Christia Staas: Gruppensex im Grunewald. In: Zeit.de, 19 augustus 2010
- Stephan Wiehler: Rudelei im Grunewald. In: Tagesspiegel.de, 26 januari 2015
- Armin Fuhrer: Wie Adelige mit Sex-Partys im Jagdschloss Grunewald den Kaiser brüskierten. In: Focus.de, 21 januari 2020
- Richard Hemmer, Daniel Meßner: Die Kotze-Affäre. In: Spektrum.de, 7 december 2019 (podcast van Zeitsprung – Geschichten aus der Geschichte, audiobestand, 45 min.)